# المكتب التنفيذي لرئيس الولايات المتحدة

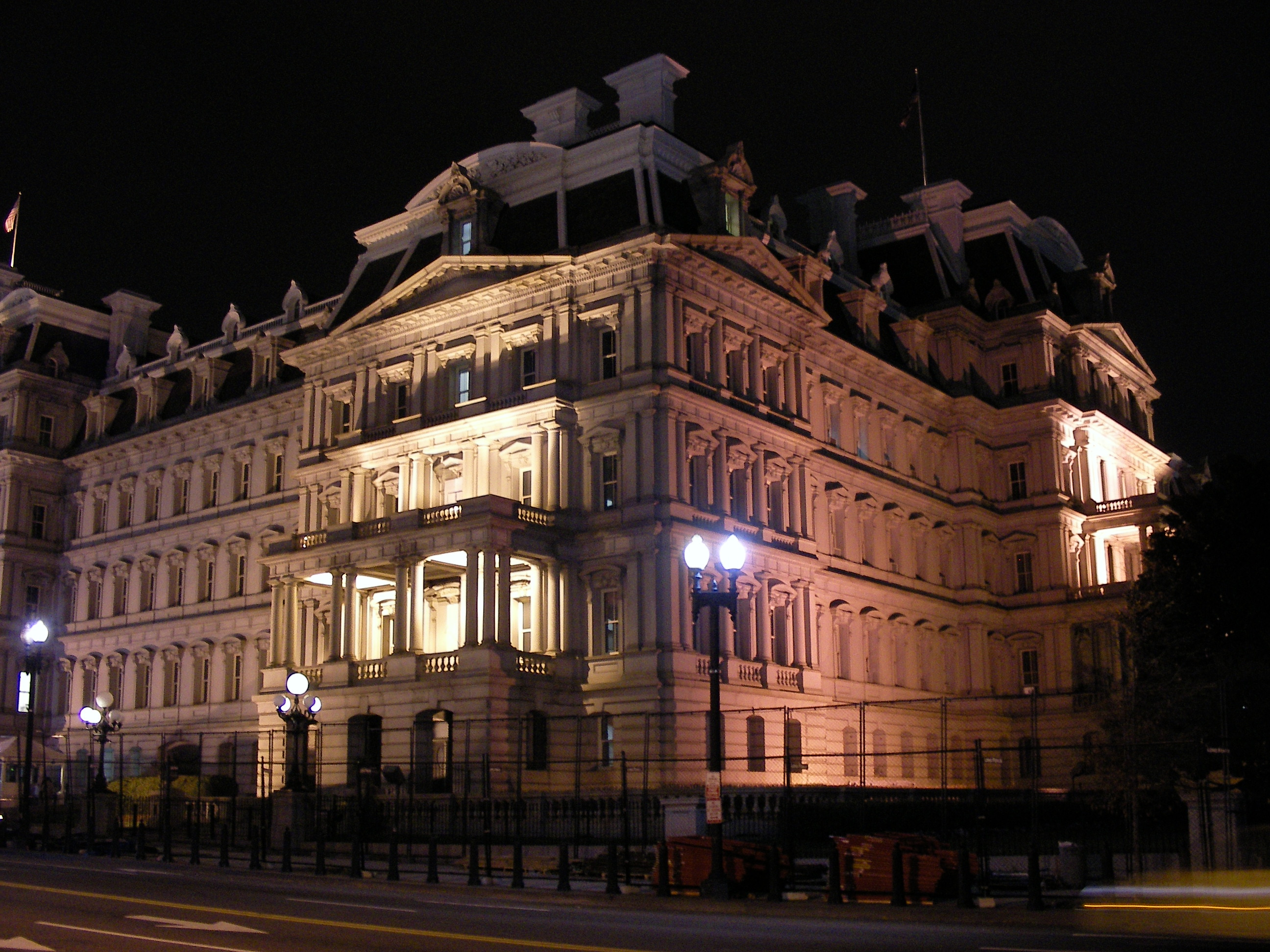
صورة لمبنى المكتب التنفيذي لآيزنهاور في المساء.

المكتب التنفيذي لرئيس الولايات المتحدة (بالإنجليزية: Executive Office of the President)‏ (اختصارًا EOP) ويتكون من الموظفين التنفيذيين لرئيس الولايات المتحدة، فضلا عن مستويات متعددة من موظفي دعم التقارير إلى الرئيس. ويرأس المكتب التنفيذي لرئيس الولايات المتحدة رئيس موظفي البيت الأبيض. وقد زاد حجم موظفي البيت الأبيض منذ عام 1939م باضطراد، ونمى ليشمل مجموعة من خبراء السياسة في مختلف المجالات.

## الكيانات في المكتب التنفيذي للرئيس
مجلس المستشارين الاقتصاديين
- رئيس مجلس المستشارين الاقتصاديين.

مجلس مستشاري جودة البيئة
- رئيس مجلس مستشاري جودة البيئة.

المجلس الاستشاري للأمن القومي
- مستشار الأمن القومي.[1]
  - نائب مستشار الأمن القومي.[2]
    - نائب مستشار الأمن القومي للعراق وأفغانستان.
    - نائب مستشار الأمن القومي لشؤون الأمن الداخلي.
    - منسق الأمن الحاسوبي للبيت الأبيض.[3]

المكتب الإداري
- مدير مكتب الشؤون الإدارية.[4]

مكتب الإدارة والميزانية
- مدير مكتب الإدارة والميزانية.[5]
  - نائب مدير مكتب الإدارة والميزانية.
  - نائب المدير للشؤون الإدارية.[6]
    - المراقب المالي لمكتب الإدارة المالية الإتحادية ][7]
    - مدير مكتب سياسة المشتريات الإتحادية.[8]
    - مدير مكتب الحكومة الإلكترونية وتكنولوجيا المعلومات.[9]
    - مدير مكتب الإعلام والشؤون التنظيمية.[10]

المكتب الوطني لسياسة مراقبة العقاقير

## التنظيم
كان للرئيس سلطة إعادة تنظيم المكتب التنفيذي بسبب قانون إعادة التنظيم لعام 1949 الذي أعطى الرئيس سلطة تقديرية كبيرة ، حتى عام 1983 حيث تم تجديده بسبب مواجهة إدارة الرئيس نيكسون لـ «عدم الولاء والعرقلة».
رئيس الطاقم هو رئيس المكتب التنفيذي ويمكنه بالتالي أن يقرر في نهاية المطاف ما يحتاج الرئيس للتعامل معه شخصيًا وما الذي يمكن أن يتعامل معه الموظفون الآخرون ، لتجنب إضاعة وقت الرئيس. كبار الموظفين في المكتب التنفيذي للرئيس لديهم لقب مساعد الرئيس ، وموظفو المستوى الثاني لديهم لقب نائب مساعد الرئيس ، وموظفو المستوى الثالث لديهم لقب مساعد خاص للرئيس. التعيينات الأساسية لموظفي البيت الأبيض ، ومعظم مسؤولي المكتب التنفيذي بشكل عام ، ليست مطلوبة لتأكيد من قبل مجلس الشيوخ الأمريكي ، على الرغم من وجود عدد قليل من الاستثناءات (على سبيل المثال ، مدير مكتب الإدارة والميزانية ، ورئيس وأعضاء ومجلس المستشارين الاقتصاديين والممثل التجاري للولايات المتحدة)
المعلومات الواردة في الجدول التالي سارية اعتبارًا من 1 يوليو 2019. تم إدراج المديرين التنفيذيين الرئيسيين فقط ؛ للضباط المرؤوسين ، انظر صفحات المكتب الفردية.
| الادارة                                           | المهام التنفيذية                                         | القائم بالمنصب           |
| ------------------------------------------------- | -------------------------------------------------------- | ------------------------ |
| مكتب البيت الأبيض                                 | رئيس موظفي البيت الأبيض                                  | مارك ميدوز               |
| مجلس الأمن القومي                                 | مستشار الأمن القومي الأمريكي                             | Robert O’Brien           |
| مجلس الأمن الداخلي                                | مستشار الأمن الداخلي الأمريكي                            | جوليا نشيوات             |
| مجلس المستشارين الاقتصاديين                       | Chairman of the White House Council of Economic Advisers | Tyler Goodspeed (Acting) |
| Council on Environmental Quality                  | Chairman of the Council on Environmental Quality         | Mary Neumayr             |
| Executive Residence Staff and Operations          | White House Chief Usher                                  | Timothy Harleth          |
| مجلس الفضاء الوطني                                | Executive Secretary of the National Space Council        | Scott Pace               |
| President's Intelligence Advisory Board           | Chairman of the President's Intelligence Advisory Board  | ستيف فاينبيرغ            |
| Office of Administration                          | Director of the Office of Administration                 | Monica Block             |
| مكتب الإدارة والميزانية                           | مكتب الإدارة والميزانية                                  | Russell Vought           |
| مكتب السياسة الوطنية لمكافحة المخدرات ‏            | مكتب السياسة الوطنية لمكافحة المخدرات ‏                   | James W. Carroll         |
| مكتب الولايات المتحدة لسياسات العلوم والتكنولوجيا | مكتب الولايات المتحدة لسياسات العلوم والتكنولوجيا        | كيلفن دروجمير            |
| الممثل التجاري للولايات المتحدة                   | الممثل التجاري للولايات المتحدة                          | Robert Lighthizer        |
| Office of the Vice President of the United States | كبير موظفي مكتب نائب رئيس الولايات المتحدة ‏              | Marc Short               |

### مكاتب البيت الأبيض
The مكتب البيت الأبيض (including its various offices listed below) is a sub-unit of the Executive Office of the President (EOP). The various agencies of the EOP are listed above.
- Office of the رئيس موظفي البيت الأبيض
- Office of the مستشار الأمن القومي الأمريكي
- مجلس السياسة الداخلية للولايات المتحدة
- National Economic Council  [لغات أخرى]‏
- مكتب الابتكار الأمريكي
- Office of Cabinet Affairs  [لغات أخرى]‏
- Office of Communications
- Office of Information Technology
- Office of Digital Strategy
- مكتب السيدة الأولى للولايات المتحدة
- Office of Intergovernmental Affairs  [لغات أخرى]‏
- Office of Legislative Affairs
- Office of Management and Administration
- Office of Political Affairs
- Office of Presidential Personnel
- مكتب الاتصال العام
- Office of Scheduling and Advance
- Office of the Staff Secretary  [لغات أخرى]‏
- Oval Office Operations
- مستشار البيت الأبيض  [لغات أخرى]‏
- White House Presidential Personnel Office
- White House Military Office

## وصلات خارجية
- WhiteHouse.gov الموقع الحكومي للبيت الأبيض
- المكتب التنفيذي لرئيس الولايات المتحدة
- الأنظمة الفيدرالية للمكتب التنفيذي لرئيس الولايات المتحدة